# Pétroglyphes de Reef Bay Trail
Les Pétroglyphes de Reef Bay Trail sont un groupe de pétroglyphes présumés Taïnos situés dans le Parc national des îles Vierges, sur la côte sud de Saint John, dans les Îles Vierges des États-Unis.

## Historique
Un nouveau pétroglyphe a été découvert en 2011 après que plusieurs personnes d'une organisation appelée « Friends of the Park » se soient lancées dans une prospection. C'est grâce à une vieille photo du parc que le pétroglyphe inconnu a pu être découvert.

## Description
Certains pétroglyphes sont situés au-dessus d'un bassin d'eau et sont considérés comme les symboles de « l'eau ».

## Datation
Le symbole le plus récent trouvé date de plusieurs milliers d'années et ressemble à la poterie de la culture saladoïde sur le plan artistique.
Il n’existe aucun moyen d'affirmer qu’il s’agit de gravures de peuples autochtones Taïnos, mais elles sont néanmoins présumées anciennes.

## Protection
Le site de pétroglyphes a été inscrit sous le nom de Site de pétroglyphes dans le Registre national des lieux historiques le 7 juillet 1982.